# Acacia potosina
Acacia potosina é uma espécie de leguminosa do gênero Acacia, pertencente à família Fabaceae.